# La Trona (Marfà)
La Trona és una muntanya de 735,8 metres a cavall dels municipis de Castellcir i Castellterçol, a la comarca del Moianès. És a l'extrem sud-est del terme de l'enclavament de la Vall de Marfà, del terme de Castellcir, i al del nord del terme de Castellterçol, a ponent del turó de Sang-i-fetge i al sud-est de la Pinassa de les Tres Besses, a l'est-nord-est de la masia de la Closella. És a l'extrem nord de la Solella de la Vinya de la Closella i al nord-est del Serrat de Puig Orris.